# طیف دیراک
یک طیف دیراک، در ریاضیات، که به نام پل دیراک نامگذاری شده است، طیف مقادیر ویژه یک عملگر دیراک روی یک منیفلد ریمانی با ساختار اسپینی است. مسئله ایزوطیفی برای طیف دیراک می پرسد که آیا دو منیفولد اسپین ریمانی دارای طیف های یکسان هستند یا خیر. طیف دیراک به ساختار اسپین بستگی دارد به این معنا که یک منیفلد ریمانی با دو ساختار اسپین متفاوت وجود دارد که طیف دیراک متفاوتی دارند. 

## همچنین ببینید
- آیا شکل طبل را می شنوید؟
- مقدار ویژه دیریکله
- عدم تقارن طیفی
- طیف‌سنجی گسیل نوری تفکیک‌شده با زاویه